# Шарінґан
Шарінґан — одне з трьох Великих Доджуцу (джуцу очей). Це найпотужніша сила клану Учіха, його кеккей ґенкай. Користувач шарінґану може бачити всі рухи супротивника, прораховувати їх наперед, гіпнотизувати і контролювати супротивника.
Особливий вид Шарінґану- Манґекьо Шарінґан- дає можливість загнати противника у світ носія шарінгану, де жертва піддається страшним мукам. Вибратися з гендзюцу може тільки інший носій шарінгану. Однак ця найвища форма Шарінґану доступна тільки після вбивства найкращого друга (Ітачі Учіха бачив самогубство свого найліпшого друга Шісуї). Навіть звичайний Шарінґан не міститься в очах з народження, потрібне сильне емоційне потрясіння, щоби пробудити його.

## Рівні Шарінґану

### Перший рівень

Шарінґан з 1 томое

Це –форма щойно пробудженого Шарінґану, яка має здатність передбачати рухи противника. Найслабша форма. З'являється під час сильного емоційного потрясіння. Дозволяє бачити Ґенджутсу, Нінджутсу і Тайджутсу
Відомі носії: Саске Учіха, Учіха Сарада

### Другий рівень

Шарінґан з 2 томое

Друга, розвиненіша форма Шарінґану. Дозволяє передбачати рухи противника і копіювати їх. Удосконаленіша форма першого рівня, яка дозволяє бачити рухи на більшій швидкості. Вважається звичайною формою Шарінґану, властивою всім Учіха
Відомі носії: Саске Учіха, Обіто Учіха.

### Третій Рівень

Шарінґан із 3 томое

Найрозвиненіша форма звичайного Шарінґану. З'являється після зради найкращого друга. Дозволяє копіювати і помічати рухи противника на неймовірній швидкості, передбачати їх, а також гіпнотизувати противника. Відомі носії: Саске Учіха, Ітачі Учіха, Хатаке Какаші.

## Манґекьо Шарінґан

### Манґекьо Шарінґан Ітачі Учіха

Манґекьо Шарінґан Ітачі Учіха

Отриманий внаслідок самогубства Шісуї Учіха, найкращого друга Ітачі. Дозволяє Ітачі переносити жертву у простір духів і богів, де він може знущатися над жертвою протягом місяців, коли насправді проходить лише декілька секунд. Дозволяє проникати у психіку жертви, контролювати і мучити її.
Носій: Ітачі Учіха.

### Манґекьо Шарінґан Какаші Хатаке та Обіто Учіха

Манґекьо Шарінґан Хатаке Какаші і Обіто Учіха

Особлива форма Манґекьо Шарінґану, отримана через смерть його члена по команді Рін Нохари. Це відбулося внаслідок того, що Какаші не є членом клану Учіха, а отримав Шарінґан від друга Обіто. Може переміщувати об'єкти за допомогою техніки "Камуї" в особисті світа сфокусувавшись на них поглядом
Носії: Хатаке Какаші, Учіха Обіто.

### Манґекьо Шарінґан

Манґекьо Шарінґан Мадари Учіхи

Відрізняється від інших Манґекьо Шарінґанів тим, що отриманий від власного брата. Його сила зросла у декілька разів. Непереможна сила очей.
Носій: Мадара Учіха.